# Finalese - Capo Noli
Finalese - Capo Noli este o arie protejată (arie specială de conservare — SAC, sit de importanță comunitară — SCI) din Italia întinsă pe o suprafață de 2.782 ha, din care 1 % marine.

## Localizare
Centrul sitului Finalese - Capo Noli este situat la coordonatele 44°11′53″N 8°23′01″E / 44.198056°N 8.383611°E.

## Înființare
Situl Finalese - Capo Noli a fost declarat sit de importanță comunitară în iunie 1995 pentru a proteja 1 specie de plante și 107 specii de animale. Situl a fost protejat și ca arie specială de conservare în aprilie 2017.

## Biodiversitate
Situată în ecoregiunea mediteraneană, aria protejată conține 22 de habitate naturale: Recifuri, Faleze cu vegetație de Limonium spp. endemic de pe coastele mediteraneene, Pajiști uscate seminaturale și facies de acoperire cu tufișuri pe substraturi calcaroase (Festuco-Brometalia) (* situri importante pentru orhidee), Ape puternic oligomezotrofe cu vegetație bentonică cu Chara spp., Râuri mediteraneene cu debit permanent cu specii de Paspalo-Agrostidion și galerii riverane de Salix și de Populus alba, Formațiuni scunde de Euphorbia în apropierea falezelor, Vegetație anuală la limita mareei, Pajiști carstice calcaroase sau bazofile, de Alysso-Sedion albi, Păduri de stejar alb estice, Tufărișuri termo-mediteraneene și de pre-deșert, Peșteri inaccesibile publicului, Roci stâncoase cu vegetație pionieră de Sedo-Scleranthion sau Sedo albi-Veronicion dillenii, Păduri de pin mediteraneene cu pini mezogeni endemici, Păduri de Castanea sativa, Pajiști umede mediteraneene cu ierburi înalte de Molinio-Holoschoenion, Peșteri marine scufundate complet sau parțial, Păduri aluvionare cu Alnus glutinosa și Fraxinus excelsior (Alno-Padion, Alnion incanae, Salicion albae), Pseudostepă cu ierburi și specii anuale de Thero-Brachypodietea, Păduri de Quercus suber, Pante stâncoase calcaroase cu vegetație casmofită, Păduri de Quercus ilex și Quercus rotundifolia, Liziere de ierburi înalte hidrofile de câmpie și de nivel montan până la alpin.
La baza desemnării sitului se află mai multe specii protejate:
- plante (1): Campanula sabatia
- păsări (97): uliu păsărar (Accipiter nisus), pițigoi codat (Aegithalos caudatus), ciocârlie-de-câmp (Alauda arvensis), pescăruș albastru (Alcedo atthis), fâsă-de-câmp (Anthus campestris), fâsă de luncă (Anthus pratensis), lăstunul mare (Apus apus), Apus pallidus, ciuf-de-pădure (Asio otus), cucuvea (Athene noctua), buha (Bubo bubo), șorecarul comun (Buteo buteo), caprimulg (Caprimulgus europaeus), sticlete (Carduelis carduelis), Certhia brachydactyla, florinte (Chloris chloris), mierla de apă (Cinclus cinclus), șerpar (Circaetus gallicus), erete vânăt (Circus cyaneus), porumbel gulerat (Columba palumbus), corb (Corvus corax), cioară neagră (Corvus corone), Corvus monedula, cuc (Cuculus canorus), pițigoi albastru (Cyanistes caeruleus), lăstun de casă (Delichon urbicum), ciocănitoare pestriță mare (Dendrocopos major), presură sură (Emberiza calandra), presură de munte (Emberiza cia), presură bărboasă (Emberiza cirlus), presură galbenă (Emberiza citrinella), măcăleandru (Erithacus rubecula), șoim călător (Falco peregrinus), vânturel roșu (Falco tinnunculus), cinteză (Fringilla coelebs), Fringilla montifringilla, gaiță (Garrulus glandarius), cufundar polar (Gavia arctica), cufundar mic (Gavia stellata), Hippolais polyglotta, rândunică (Hirundo rustica), capîntortură (Jynx torquilla), sfrâncioc roșiatic (Lanius collurio), sfrâncioc cu cap roșu (Lanius senator), Larus argentatus, pescăruș-cu-cap-negru (Larus melanocephalus), pescăruș râzător (Larus ridibundus), câneparul (Linaria cannabina), pițigoi moțat (Lophophanes cristatus), forfecuță gălbuie (Loxia curvirostra), privighetoare (Luscinia megarhynchos), mierlă de piatră (Monticola saxatilis), mierlă albastră (Monticola solitarius), codobatură galbenă (Motacilla alba), codobatură de munte (Motacilla cinerea), muscar sur (Muscicapa striata), ciuf-pitic (Otus scops), pițigoi mare (Parus major), vrabie (Passer domesticus), vrabie de câmp (Passer montanus), pițigoi de brădet (Periparus ater), viespar (Pernis apivorus), cormoran mare (Phalacrocorax carbo), Phalacrocorax carbo sinensis, codroș de munte (Phoenicurus ochruros), codroșul de pădure (Phoenicurus phoenicurus), pitulice de munte (Phylloscopus bonelli), pitulice de munte (Phylloscopus collybita), pitulice-fluierătoare (Phylloscopus trochilus), ciocănitoarea verde (Picus viridis), pițigoi sur (Poecile palustris), Prunella collaris, brumăriță de pădure (Prunella modularis), Ptyonoprogne rupestris, mugurarul (Pyrrhula pyrrhula), aușel sprâncenat (Regulus ignicapilla), aușel cu cap galben (Regulus regulus), mărăcinar negru (Saxicola torquatus), sitar de pădure (Scolopax rusticola), cănăraș (Serinus serinus), țiclete (Sitta europaea), scatiu (Spinus spinus), turturică (Streptopelia turtur), huhurez mic (Strix aluco), graur (Sturnus vulgaris), silvie cu cap negru (Sylvia atricapilla), silvie mediteraneană (Sylvia melanocephala), silvie de tufiș (Sylvia undata), chiră de mare (Thalasseus sandvicensis), fluturașul de stâncă (Tichodroma muraria), pănțărușul (Troglodytes troglodytes), sturzul viilor (Turdus iliacus), mierlă (Turdus merula), sturz-cântător (Turdus philomelos), sturzul de vâsc (Turdus viscivorus), strigă (Tyto alba), pupăză (Upupa epops)
- amfibieni (1): Speleomantes strinatii
- mamifere (6): liliac cu urechi de șoarece (Myotis blythii), liliac cu picioare lungi (Myotis capaccinii), liliac comun (Myotis myotis), liliacul mediteranean cu potcoavă (Rhinolophus euryale), liliacul mare cu potcoavă (Rhinolophus ferrumequinum), liliacul mic cu potcoavă (Rhinolophus hipposideros)
- nevertebrate (3): croitorul mare al stejarului (Cerambyx cerdo), Euplagia quadripunctaria, rădașcă (Lucanus cervus)

Pe lângă speciile protejate, pe teritoriul sitului au mai fost identificate 109 specii de plante, 5 specii de amfibieni, 1 specie de mamifere, 65 de specii de nevertebrate, 11 specii de reptile.